# Championnat de Tunisie de football 1987-1988
Navigation
Saison précédente Saison suivante
La saison 1987-1988 du championnat de Tunisie de football est la 33e édition de la première division tunisienne à poule unique, la Ligue Professionnelle 1 (LP1). Les quatorze meilleurs clubs tunisiens jouent les uns contre les autres à deux reprises durant la saison, à domicile et à l'extérieur. En fin de saison, les deux derniers du classement sont relégués et remplacés par les deux meilleurs clubs de Ligue Professionnelle 2 tandis que le 12e dispute un barrage de promotion-relégation face au 3e de D2.
L'Espérance sportive de Tunis remporte le championnat cette année en terminant en tête du classement, à égalité de points avec le Club olympique des transports. Les deux clubs sont départagés par les résultats de leurs confrontations, favorable à l'Espérance (victoire 1-0 et match nul 0-0). C'est le 8e titre de champion de Tunisie de l'histoire du club. L'Olympique des Transports gagne tout de même un trophée cette saison après sa victoire en finale de la coupe de Tunisie face au Club africain après la séance de tirs au but. Le double tenant du titre, l'Étoile sportive du Sahel, ne prend que la 5e place, à 17 points de l'Espérance.
En bas de classement, le Club athlétique bizertin a vécu une saison contrastée. Le club échappe de peu au barrage de relégation (un seul point d'avance sur le Club sportif de Hammam Lif qui y perd sa place en LP1) mais devient le premier club tunisien à remporter une coupe continentale après sa victoire en finale de la Coupe d'Afrique des vainqueurs de coupe 1988.

## Clubs participants
| - Avenir sportif de Kasserine - Promu de LP2 - Grombalia Sports - Promu de LP2 - Club africain - Espérance sportive de Tunis - Étoile sportive du Sahel - Club athlétique bizertin - Club sportif de Hammam Lif | - Union sportive monastirienne - Stade tunisien - Club sportif sfaxien - Club olympique des transports - Olympique du Kef - Promu de LP2 - Olympique de Béja - Jeunesse sportive kairouanaise |

## Compétition

### Classement
Le barème de points servant à établir le classement change à partir de cette saison; il se décompose ainsi :
- Victoire : 4 points
- Match nul : 2 points
- Défaite : 1 point

| Rang | Équipe                            | Pts | J  | G  | N  | P  | Bp | Bc | Diff |
| ---- | --------------------------------- | --- | -- | -- | -- | -- | -- | -- | ---- |
| 1    | Espérance sportive de Tunis       | 81  | 26 | 15 | 10 | 1  | 48 | 13 | +35  |
| 2    | Club olympique des transports (C) | 81  | 26 | 16 | 7  | 3  | 32 | 12 | +20  |
| 3    | Club africain                     | 73  | 26 | 12 | 11 | 3  | 38 | 17 | +21  |
| 4    | Stade tunisien                    | 65  | 26 | 11 | 6  | 9  | 33 | 21 | +12  |
| 5    | Étoile sportive du Sahel (T)      | 64  | 26 | 10 | 8  | 8  | 22 | 19 | +3   |
| 6    | Club sportif sfaxien              | 62  | 26 | 9  | 9  | 8  | 25 | 22 | +3   |
| 7    | Jeunesse sportive kairouanaise    | 58  | 26 | 8  | 8  | 10 | 32 | 28 | +4   |
| 8    | Avenir sportif de Kasserine (P)   | 57  | 26 | 8  | 7  | 11 | 22 | 33 | -11  |
| 9    | Union sportive monastirienne      | 56  | 26 | 7  | 9  | 10 | 16 | 25 | -9   |
| 10   | Olympique de Béja                 | 56  | 26 | 8  | 6  | 12 | 22 | 32 | -10  |
| 11   | Club athlétique bizertin (C2)     | 55  | 26 | 7  | 8  | 11 | 23 | 30 | -7   |
| 12   | Club sportif de Hammam Lif        | 54  | 26 | 5  | 13 | 8  | 17 | 22 | -5   |
| 13   | Olympique du Kef (P)              | 51  | 26 | 5  | 10 | 11 | 19 | 39 | -20  |
| 14   | Grombalia Sports (P)              | 38  | 26 | 2  | 6  | 18 | 8  | 44 | -36  |

|  | Qualification pour la Coupe des clubs champions 1989 |
|  | Qualification pour la Coupe des coupes 1989 |
|  | Participation au barrage de promotion-relégation |
|  | Relégation directe en deuxième division |
|  | (T) Tenant du titre (C) Vainqueur de la coupe de Tunisie (P) Club promu de deuxième division (C2) Vainqueur de la Coupe d'Afrique des vainqueurs de coupe 1988 |

### Barrage de promotion-relégation
Le douzième de la Ligue Professionnelle 1, le Club sportif de Hammam Lif, affronte le troisième de deuxième division, le Sfax railway sport lors d'un barrage organisé en matchs aller et retour.
| Équipe 1                 | Résultat | Équipe 2                         | Aller | Retour |
| ------------------------ | -------- | -------------------------------- | ----- | ------ |
| Sfax railway sport (LP2) | 3 - 2    | Club sportif de Hammam Lif (LP1) | 2 - 0 | 1 - 2  |

Le Sfax railways sports, qui remporte le barrage, est promu en première division ; le Club sportif de Hammam Lif est relégué en LP2.

### Suspense de la dernière journée
À l'issue de l'avant-dernière journée, l'Espérance sportive de Tunis et le Club olympique des transports sont à égalité avec l'avantage des confrontations directes pour la première. Pour terminer le championnat, ils doivent se déplacer tous les deux pour rencontrer respectivement le Club athlétique bizertin et l'Olympique du Kef. À la mi-temps, le score est vierge dans les deux rencontres mais un fait inouï se produit : l'arbitre du match de l'Espérance sportive de Tunis, Habib Mimouni, décide d'allonger la pause à près de 45 minutes, sans justification, de façon que l'équipe soit informée du résultat final de son adversaire avant de jouer la seconde mi-temps. Tout se passe bien pour elle jusqu'à la 74e minute, lorsque le Club olympique des transports bénéficie d'un penalty et marque quatre buts en onze minutes. Il termine son match alors que l'Espérance sportive de Tunis vient à peine de commencer la seconde mi-temps, mais est incapable de marquer le but libérateur. Il reste cinq minutes à jouer lorsque Mimouni lui accorde le penalty qui lui procure le titre. Le comportement de l'arbitre suscite la suspicion, mais il se mue dans un silence total et décide de mettre fin à sa carrière d'arbitre après la finale de la coupe.

### Meilleurs buteurs
Nabil Maâloul remporte le titre de meilleur buteur avec quatorze buts dont neuf marqués sur penalties.
- Nabil Maâloul (Espérance sportive de Tunis) : 14 buts
- Faouzi Henchiri Club olympique des transports : 13 buts
- Bassem Jeridi (Espérance sportive de Tunis) : 12 buts
- Jameleddine Limam (Stade tunisien) : 11 buts
- Abdelhamid Hergal (Stade tunisien) : 9 buts
- Khaled Touati et Kais Yaâkoubi (Club africain) : 8 buts

### Meilleurs joueurs
Le classement des meilleurs joueurs, établi par le journal L'Action tunisienne est remporté par Jameleddine Limam, alors âgé d'à peine vingt ans.
- Jameleddine Limam (Stade tunisien) : 47 étoiles
- Fethi Chehaibi, alias Bargou (Jeunesse sportive kairouanaise) : 45 étoiles
- Nabil Maâloul (Espérance sportive de Tunis) : 40 étoiles
- Jalel Maghrebi (Union sportive monastirienne) : 37 étoiles
- Adel Smirani (Club athlétique bizertin) et Noureddine Bousnina (Club sportif de Hammam Lif) : 32 étoiles
- Mohamed Ali Tabassi (Avenir sportif de Kasserine et Zouhair Bouzid (Grombalia Sports) : 31 étoiles
- Tarak Dhiab (Espérance sportive de Tunis) et Samir Chraïet (Jeunesse sportive kairouanaise) : 30 étoiles
- Abdelhamid Hergal (Stade tunisien) et Jabbar Boudhiafi (Avenir sportif de Kasserine) : 29 étoiles

### Arbitres
25 arbitres dirigent les matchs. Les plus sollicités sont :
- Habib Akrout et Ali Ben Nceur : 14 matchs
- Rachid Ben Khedija, Mohamed Salah Bellagha et Hamadi Chergui : 13 matchs
- Néji Jouini, Habib Mimouni et Fethi Bouras : 12 matchs

## Bilan de la saison
| Championnat de Tunisie de football 1987-1988 |                                            |
| Champion                                     | Espérance sportive de Tunis (8e titre)     |
| Coupes et trophées                           |                                            |
| Vainqueur de la Coupe de Tunisie 1987-1988   | Club olympique des transports              |
| Qualifications continentales                 |                                            |
| Coupe des clubs champions africains 1989     | Espérance sportive de Tunis                |
| Coupe d'Afrique des vainqueurs de coupe 1989 | Club athlétique bizertin (tenant du titre) |
| Coupe d'Afrique des vainqueurs de coupe 1989 | Club olympique des transports              |
| Promotions et relégations                    |                                            |
| Promus en Ligue Professionnelle 1            | Sfax railway sport                         |
| Promus en Ligue Professionnelle 1            | Avenir sportif de La Marsa                 |
| Promus en Ligue Professionnelle 1            | Océano Club de Kerkennah                   |
| Relégués en Ligue Professionnelle 2          | Club sportif de Hammam Lif                 |
| Relégués en Ligue Professionnelle 2          | Olympique du Kef                           |
| Relégués en Ligue Professionnelle 2          | Grombalia Sports                           |